# Euzkadi (diari)
Euzkadi va ser un diari nacionalista basc, òrgan d'expressió oficial del Partit Nacionalista Basc durant la Segona República Espanyola, que es va publicar a Bilbao (Biscaia), des de l'1 de febrer de 1913 fins a 1937, en les pàgines de la qual van escriure Lauaxeta, Nicolás Ormaetxea i altres personatges importants dintre de la societat basca i navarresa.
Escrivia articles tant en basc com en castellà. El seu primer redactor en cap fou Ebaristo Bustintza Kirikiño, i un dels primers redactors fou Manuel Aznar Zubigaray (avi de José María Aznar) qui en el seu començament simpatitzava amb el PNB però finalment milità a Falange Española. Quan el 1921 es va produir l'escissió del PNB, ells donaren suport a la fracció Comunión Nacionalista Vasca, i es tornaren a unir el 1931. Quan les tropes franquistes entraren a Bilbao el 1937 el diari deixà de publicar-se i la seva rotativa fou entregada a El Correo Español, fidel al nou règim. Nogensmenys, exiliats nacionalistes continuaren publicant el diari a Barcelona fins a començament de 1939.